# Shirin Neshat
Shirin Neshat (in persiano شیرین نشاط‎; Qazvin, 26 marzo 1957) è una regista, fotografa e artista iraniana di arte visiva contemporanea, conosciuta soprattutto per il suo lavoro nel cinema, nei video e nella fotografia.

## Biografia
Nata in Iran nel 1957, Neshat si trasferì negli Stati Uniti per frequentare l'università. Dopo essere tornata in madrepatria nel 1990, l'artista rimase colpita dai cambiamenti causati dalla rivoluzione, a seguito della quale furono emanate delle leggi restrittive secondo le quali le donne potevano tenere scoperti solo il volto e le mani. Neshat scelse quindi di diventare un'artista per documentare la realtà e criticare le nuove regole imposte alle donne, da lei considerate ingiuste.
È del 2009 il suo primo lungometraggio: Donne senza uomini, con il quale ha vinto il Leone d'argento per la miglior regia al 66º Festival di Venezia.
Vive attualmente tra il suo paese di origine e New York.

## Stile e tecnica
Attraverso il suo lavoro Shirin Neshat analizza le difficili condizioni sociali all'interno della cultura islamica, con particolare attenzione al ruolo della donna, rivolgendosi al significato sociale, politico e psicologico dell'essere donna nelle società islamiche contemporanee.
Anche se Neshat attivamente resiste alle rappresentazioni stereotipate dell'Islam, i suoi obiettivi artistici non sono esplicitamente polemici. Piuttosto, il suo lavoro riconosce le forze intellettuali e religiose complesse che modellano l'identità delle donne musulmane nel mondo intero. Come fotografa e video-artista, Shirin Neshat è famosa per i suoi ritratti di corpi di donne interamente ricoperti da scritte in calligrafia araba.
Ha inoltre diretto parecchi video, tra cui Anchorage (1996), proiettato su due pareti opposte: Shadow under the Web (1997), Turbulent (1998) prodotto da Noire Gallery, Rapture (1999) e Soliloquy (1999).
Nelle sue fotografie e nei suoi video mostra attraverso immagini piene di tensione dei corpi velati, dei martiri (uomini o donne), persone sottomesse, che ogni giorno devono fare i conti con la violenza ed il terrorismo.

## Mostre Personali
- Graziano Menolascina (a cura di), Dreamers trilogy: llusions & Mirrors, Sarah, Roja, PRAC Centro Per l'Arte Contemporanea, Ponzano Romano (RM), 2021 [11]